# Dirk Erchinger
Dirk Erchinger (* 1969 in Hannover) ist ein deutscher Schlagzeuger und Musikproduzent.

## Leben
Erchinger studierte 1990 Schlagzeug beim Pop-Kurs an der Hochschule für Musik und Theater in Hamburg  und von 1992 bis 1993 am Musicians Institute in Los Angeles.
Er war Gründungsmitglied und über 16 Jahre Schlagzeuger der Jazzkantine. Mit Jazzkantine spielte er über 1500 Konzerte und ist auf den Alben der Band mit Künstlern wie Xavier Naidoo, Nils Landgren, Pee Wee Ellis, Fred Wesley, Nils Wogram, Till Brönner und Smudo zu hören. Weiterhin arbeitete er mit Künstlern wie Gloria Gaynor, Kruder & Dorfmeister, WestBam, Inga Rumpf oder der Hamburg Blues Band. Seit 1995 ist er Schlagzeuger der österreichischen Band Count Basic. Seit 2021 spielt er für Apache 207, zunächst mit der Drumtrainer Marschkapelle, seit 2022 auch als Schlagzeuger.
2008 gründete Erchinger die Schlagzeugschule Drumtrainer Berlin und ist seitdem Geschäftsführer. 2017 eröffnete er den Onlineableger Drumtrainer.Online. Seit 2010 ist er Lehrbeauftragter für Schlagzeug an der SRH Berlin School of Popular Arts. Ebenfalls 2008 gründete er den Online-Service DrumsByRequest. Über den Service konnten Kunden weltweit Schlagzeugaufnahmen für ihre Produktionen buchen.
In seinem Ton- und Videostudio in Berlin-Kreuzberg produziert er unter anderem Produktionsmusik für Universal Publishing Production Music/UPPM, den Hamburger Verlag Klanglobby, sowie Lehrvideos für Drumtrainer.Online.

## Privates
Erchinger ist in zweiter Ehe verheiratet und lebt mit seiner Frau und seinen fünf Kindern in Berlin und Tirol.
Sein Bruder ist der Pianist und Keyboarder Jan-Heie Erchinger.

## Preise & Auszeichnungen
Mit Drumtrainer Berlin
- 2012: Auszeichnung als „Kultur- und Kreativpilot Deutschland 2012“ durch das Bundesministerium für Wirtschaft und Technologie[8]

Mit Jazzkantine
- 1996: Echo Award (Jazz)
- 1997: Jazz Award des Bundesverbandes der Phonographischen Wirtschaft
- 2008: Jazz Award des Bundesverbandes Musikindustrie

Mit Count Basic
- 2008 Amadeus Austrian Music Award für das beste „Jazz/Blues/Folk Album National“ in 2007[9]

## Diskografie (Auszüge)
Dirk Erchinger
- 2003: Phunky Drummer – Groove Along
- 2010: Dirk Erchinger presents – Drumatrix Live Drums meet Electro Rhythms
- 2013: Dirk Erchinger presents – World Beat Documentary

Jazzkantine
- 1994: Jazzkantine
- 1995: Heiß und fettig
- 2001: Frisch gepresst + Live
- 2001: Geheimrezept
- 2001: In Formation
- 2001: Die Jazzkantine Tanzzt!
- 2002: Futter für die Seele
- 2003: Unbegrenzt Haltbar
- 2004: Best of Jazzkantine
- 2005: Jazzkantine – 10 Jahre live/Das Jubiläumskonzert (DVD)
- 2008: Hell’s Kitchen

Count Basic
- 1995: Moving in the right direction
- 1997: Live in Vienna
- 1999: Trust your instincts
- 2001: More than the Best
- 2002: Bigger & Brighter
- 2007: Love and Light
- 2014: Sweet Spot

Diverse
- 1995: Rockship & Inga Rumpf – Rough Enough
- 2000: Pee Wee Ellis – Ridin ́Mighty High
- 2001: Willi Langer – the Course of Life
- 2002: Denise M’Baye – Denise M’Baye
- 2003: Denise M’Baye – Zwei
- 2003: Culture Clan – Africa
- 2005: Rolf Zacher vs. D-Phunk – Rolf trifft Zacher
- 2008: Kruder & Dorfmeister – Shakatakadoodub
- 2009: Nik P. – Weisst Du noch
- 2014: Elen – Elen